# Les Sabines (nouvelle)
Cet article concerne la nouvelle de Marcel Aymé. Pour le tableau de Jacques-Louis David, voir Les Sabines. Pour l'opéra bouffe de Jules Verne et Charles Wallut, voir Les Sabines (opéra bouffe).
Les Sabines est une nouvelle de Marcel Aymé, parue dans Je suis partout en 1943.

## Historique
Les Sabines paraît d'abord dans le magazine Je suis partout du 8 au 22 janvier 1943, puis dans le recueil de nouvelles Le Passe-muraille, le quatrième de l'auteur, en avril 1943.
C'est la deuxième nouvelle du recueil.

## Résumé
Possédant le don d'ubiquité, Sabine se dédouble en épouse de l'employé Antoine Lemurier et en amante du jeune peintre montmartrois Théorème. Pour financer ses dépenses, elle devient aussi lady Burburry en épousant un riche Anglais; elle commence alors à multiplier ses amants autour du monde, dans toutes les classes sociales.

## Extrait
« Il y avait à Montmartre, dans la rue de l'Abreuvoir, une jeune femme prénommée Sabine, qui possédait le don d'ubiquité. Elle pouvait à son gré se multiplier et se trouver en même temps, de corps et d'esprit, en autant de lieux qu'il lui plaisait souhaiter. Comme elle était mariée et qu'un don si rare n'eût pas manqué d'inquiéter son mari, elle s'était gardée de lui en faire la révélation et ne l'utilisait guère que dans son appartement, aux heures où elle y était seule. »